# Décès en mai 1966
Décès
- 1962
- 1963
- 1964
- 1965
- 1966
- 1967
- 1968
- 1969
- 1970

Pour une information complémentaire, voir la page d'aide.

| Date  | Nom              | Pays                | Activités | Âge | Source |
| ----- | ---------------- | ------------------- | --- | --- | ------ |
| 2 mai | Torsten Kumfeldt | Drapeau de la Suède | Joueur de water-polo suédois, médaillé d'argent aux Jeux olympiques de 1912 et médaillé de bronze aux Jeux olympiques de 1908 et de 1920. | 80  |        |